# Phúc Lâm
Phúc Lâm là một xã thuộc huyện Mỹ Đức, thành phố Hà Nội, Việt Nam.
Phúc Lâm là một xã của huyện Mỹ Đức, nằm ở cực Bắc huyện, giáp với 2 huyện là Chương Mỹ và Ứng Hoà, phía đông có sông Đáy. Năm 2016, Xã Phúc Lâm là 1 trong 3 xã của huyện Mỹ Đức được UBND thành phố Hà Nội trao bằng công nhận Xã đạt chuẩn nông thôn mới.. Thời Bảo Đại, xã Phúc Lâm có thôn: Đường Mít và Chân Chim. Đến 1953, tách thôn Đồng Mít để ghép lập nên xã Đồng Tâm, đồng thời, nhập thôn Khảm Lâm về xã Phúc Lâm như hiện nay. 
xã có 4 thôn: Phúc Lâm, Chân Chim, Khảm Lâm, Phụ Yên (nhập từ năm 1953)